# Документальная гипотеза
Документальная гипотеза (англ. documentary hypothesis) — теория о том, что текст Пятикнижия (первых пяти книг Ветхого Завета) приобрёл современную форму в результате объединения нескольких первоначально независимых литературных источников (документов), именуемых Яхвист, Элохист, Девтерономист и Священнический кодекс.

## Эволюция взглядов на авторство Пятикнижия
До XVIII века исследователи Библии поддерживали традиционный взгляд на авторство Пятикнижия. Традиционно считалось, что текст целиком был написан Моисеем, за исключением нескольких строк, добавленных позже. Однако уже в раннем Средневековье у учёных возникали сомнения в традиционном взгляде. В XI веке Исаак ибн Йашуш, придворный врач в Испании, указал, что список эдомитянских царей из Быт. 36 упоминает имена царей, живших значительно позже Моисея.
Авраам ибн Эзра, средневековый комментатор Библии, включил в текст комментариев на книгу Второзаконие несколько загадочных строк, указывающих на его сомнения в моисеевом авторстве Пятикнижия: «за Иорданом и проч.», «лишь только уразумеешь тайну двенадцати» и другие. Смысл этих комментариев пытался разгадать Спиноза, он предположил, что ибн Эзра ссылался на стихи Пятикнижия, противоречащие тому, что Моисей был автором Пятикнижия. Фраза «за Иорданом», часто повторяющаяся во Второзаконии, относится к Заиорданью, что означает, что текст идёт от лица, находившегося на западе от Иордана, тогда как Моисей, согласно Пятикнижию, не переходил Иордан. А фраза «лишь только уразумеешь тайну двенадцати» относится к событиям Втор. 27, где указывается, что вся книга Моисея была записана по окружности жертвенника, состоящего, согласно преданию, из 12 камней. Из этого следует, что книга Моисея была гораздо меньшего размера, нежели Пятикнижие.
В XVIII веке учёные обратили особое внимание на то, что в повторяющихся рассказах (два рассказа о Творении, два рассказа о договоре Авраама с Богом, две истории об откровении Иакову в Бет-Эле) в одном случае Бог называется именем Яхве, а в другом — Элохим. Причём, разным именам Бога соответствуют разные варианты сказаний, и если выделить те части, где Бог называется Яхве, и те, где Бог называется Элохим, то исчезают повторы и противоречия в тексте Библии. На основании этого наблюдения французский профессор медицины Жан Астрюк и немецкий профессор теологии Иоганн Эйхгорн независимо друг от друга выдвинули теорию, что Пятикнижие было скомпоновано из двух относительно независимых источников, которые получили название Яхвист и Элохист.
В начале XIX столетия гипотеза двух источников была расширена. Немецкий исследователь де Ветте сделал вывод, что последняя книга Пятикнижия, Второзаконие, написана в особом стиле, не похожем на стиль первых четырёх книг. На этом основании он заключил, что Второзаконие первоначально было отдельным документом. Он также попытался датировать этот документ. В IV книге Царств рассказывается о том, что в царствование Иосии первосвященник Хелкия нашёл в Храме книгу Закона, и что эта книга была немедленно принята к руководству в иудейском религиозном культе. Царь Иосия на основании требований этой книги централизовал культ Яхве в иерусалимском Храме и уничтожил все святилища на горах, все священные рощи и все жертвенники, находившиеся не в иерусалимском Храме. Де Ветте обратил внимание на то, что именно книга Второзакония предписывает такую централизацию культа и такие мероприятия в отношении языческих культов. Он сделал на основании этого вывод, что книга Второзакония и была той книгой Закона, которую первосвященник Хелкия принёс царю Иосии как найденную якобы в Храме. Де Ветте датировал обнародование Второзакония 621 годом до н. э.
Немецкий исследователь К. Г. Граф (1815—1869) выделил ещё один источник (частично из Элохиста, частично из Яхвиста), который касается в основном законодательства и деталей религиозных обрядов. Этот источник получил название Жреческого кодекса.

## Формулировка
Деление текста Пятикнижия на документы, использованные в процессе его создания, основано на следующих критериях:
- Повторения. В рассказах Пятикнижия имеется около 25 случаев, когда история рассказывается в двух и более версиях, например, Быт. 12:10—20, —18, также —11. Часто различные версии рассказа противоречат друг другу в деталях. В около 50 случаях закон даётся в двух и более версиях, причём одна из версий расширяет или пересматривает другую, например, Лев. 11:1—47 и Втор. 14:3—20.
- Терминология. В различных частях Пятикнижия последовательно используются разные термины для некоторых названий, имён и общих понятий, причём если история повторяется дважды, то в первом варианте используется один набор терминов, а во втором варианте — другой набор.
- Связность повествования. Части текста, выделенные по повторениям и терминологии часто представляют собой более связное повествование, чем в исходном тексте Пятикнижия.
- Теологическая концепция. Части Пятикнижия, выделенные с помощью повторений и различной терминологии также обладают различными теологическими концепциями. Эти различия касаются концепции Бога, отношений между Богом и людьми, а также свободы воли и этических идеалов.

В наиболее популярной формулировке, выдвинутой в XIX веке немецким учёным-библеистом Ю. Велльгаузеном, документальная гипотеза предполагает четыре документа: Яхвист (J, нем. Jehovist), Элохист (E, нем. Elohist), Священнический кодекс (P, нем. Priesterkodex) и Второзаконие (D, лат. Deuteronomium).

### Яхвист (J)
Яхвист включает в себя второй рассказ о Творении, (предположительно начинающийся словами из второй части 4-го стиха 2-й главы Книги Бытия: «…когда Господь Бог создал землю и небо»), повествования о грехопадении, Каине и Авеле, Вавилонской Башне. В рассказе о Потопе Яхвист многое заимствует из вавилонского сказания о Гильгамеше, где в роли Ноя выступает царь Утнапиштим. Яхвист также содержит сведения об Аврааме, исходе и небольшую долю рассказов о странствиях в пустыне. Бог в этом документе называется собственным именем Яхве (в синодальном переводе — Господь Бог), что дало название документу. Бог Яхвиста имеет ярко выраженные антропоморфные черты, Он прогуливается по саду, лично закрывает дверь Ковчега, обоняет приятный запах сжигаемых жертв, борется с Иаковом.

### Элохист (E)
Элохист имеет в своем составе некоторые рассказы из цикла об Аврааме, о рождении 12 сыновей Иакова, часть рассказа об Иосифе, некоторые элементы Египетских казней и часть странствий в пустыне. В целом, Элохист следует канве повествования Яхвиста. В Элохисте Бог не действует непосредственно, но является во снах и видениях, а также через ангелов. Согласно концепции Элохиста, собственное имя Бога было неизвестно до синайского откровения, поэтому Бог в этом документе назван Элохим (Бог), до Синайского откровения и собственным именем Яхве — после.

### Священнический кодекс (P)
Священнический, или Жреческий кодекс начинается рассказом о Шестодневе, включает в себя генеалогические списки, завет с Ноем, с Авраамом, синайское откровение, полностью книгу Левит. Основной интерес автора этого документа находится в области культа. В Священническом кодексе божество также антропоморфно. Оно имеет форму человека, нуждается в доме (Скинии), внутри Скинии сидит на троне из херувимов.
Священник в соседней комнате должен удовлетворять его непосредственные нужды, обеспечивать его едой и распространять приятный запах, и следить, чтобы не погас свет. Присутствие божества требует соблюдения ритуальной чистоты. Как и в Элохисте, имя Яхве в Священническом кодексе встречается только после Синайского откровения.

### Второзаконие (D)
Книга Второзаконие была выделена в отдельный четвёртый источник Пятикнижия. Немецкий теолог Де Ветте обнаружил, что Второзаконие значительно отличается по языку от предшествующих четырёх книг, и кроме того, в ней нет вкраплений ранее обнаруженных документов Яхвиста, Элохиста и Священнического кодекса.
Теологическая концепция Второзакония подразумевает абстрактное божество, которое живёт где-то на небе. В Храме обитает «имя» — своего рода посредник между человеком и Богом (что позволяет смягчить изначальный антропоморфизм иудейской теологической концепции). Основной интерес автора Второзакония (т.н. Девтерономиста) лежит в пропаганде централизации культа.

## Объединение источников
Велльгаузен пришёл к выводу, что самыми древними источниками являются J и E, более поздним — D (как и Де Ветте, он относил его создание ко временам Иосии), а самым поздним источником, написанным уже во время или после Вавилонского плена, был P.
После разрушения Северного Царства в 722 году до н. э. документы Яхвист и Элохист были объединены в один документ. В результате этого объединения были опущены некоторые части оригинальных документов, в основном Элохиста. Впоследствии к полученному документу был добавлен четвёртый документ — книга Второзаконие. Последним был добавлен Жреческий Кодекс, в результате этого добавления текст Пятикнижия приобрёл современную форму.
Однако, против такой датировки P есть возражения. Например, израильский исследователь Библии Ави Гурвиц (Avi Hurvitz) показал, что язык P находится на более ранней ступени развития, чем язык Иезекииля, следовательно, P имеет допленное происхождение. Современный исследователь Библии Ричард Фридман в своей книге «Кто написал Библию?» полемизирует с Велльгаузеном. По его мнению, P был написал во времена иудейского царя Езекии. Ряд противоречий между D и P он объясняет не эволюцией религиозных взглядов древних евреев (как Велльгаузен), а различными интересами двух противоборствующих жреческих групп.

## Примеры
Ниже приведены примеры того, как некоторые литературные особенности текста Пятикнижия объясняются с помощью Документальной гипотезы.

### Противоречие
Количество чистых животных, взятых Ноем в Ковчег
| Быт. 7:2 (Яхвист) | Быт. 7:8—9 (Жреческий кодекс) |
| --- | --- |
| Из всех чистых четвероногих животных возьмёшь себе по семь пар, самца и его самку, а из нечистых четвероногих животных — по паре, самца и его самку. | Из чистых четвероногих животных, и из нечистых четвероногих животных, и из птиц, и из всего, что кишит на земле, по паре вошли к Ною на ковчег, мужского пола и женского пола, как повелел Бог Ною. |

Автор Жреческого кодекса имел перед собой сочинение Яхвиста, однако убрал по шести пар чистых животных, взятых Ноем на ковчег из-за противоречия теологии Яхвиста его собственной. Согласно концепции Жреческого кодекса, ритуал жертвоприношений был дан Моисею на горе Синай, а до этого он был неизвестен, и при патриархах жертвоприношений не было. Кроме того, приносить жертвы позволено только в специальном месте — в Скинии.
С другой стороны, согласно Яхвисту, патриархи приносят жертвы в различных местах и не соблюдая ритуала. С точки зрения автора Жреческого кодекса это грубое нарушение Моисеева закона, поэтому он вычеркнул из своего труда жертвоприношение Ноя после Потопа и дополнительные 6 пар чистых животных оказались ненужными.

### Повторение
| Исход 17:2—7 (Элохист) пер. РБО | Числа 20:2—13 (Жреческий кодекс) пер. синод. |
| --- | --- |
| Люди стали обвинять Моисея. — Дай нам воды! — требовали они. — Мы хотим пить. — Что вы обвиняете меня? — сказал Моисей. — Что вы искушаете Господа? Но люди страдали от жажды и упрекали Моисея: — Зачем ты увел нас из Египта? Чтоб уморить нас жаждой, вместе с детьми и скотом? Моисей воззвал к господу: — Что мне делать с этим народом? Они вот-вот побьют меня камнями! Господь сказал Моисею: Иди вперед, оставив народ позади, и пусть с тобой пойдут старейшины Израиля. Возьми посох, которым ты ударил по водам Нила, и иди. Там, на Хориве, Я стану перед тобой на скале. Ты ударишь по скале и из неё потечет вода — пусть народ пьет. Так и сделал Моисей на глазах у старейшин Израиля. А место это было названо Масса и Мерива, из-за обвинений сынов Израилевых — там они искушали Господа, говоря 'Так с нами Господь или нет?' | И не было воды для общества, и собрались они против Моисея и Аарона; и возроптал народ на Моисея и сказал: о, если бы умерли тогда и мы, когда умерли наши братья перед Господом! Зачем вы привели общество Господне в эту пустыню, чтобы умереть нам здесь и скоту нашему? И для чего вы вывели нас из Египта, чтобы привести нас на это негодное место, где нельзя сеять, нет ни смоковниц, ни винограда, ни гранатовых яблок, ни даже воды для питья? И пошел Моисей и Аарон от народа ко входу в скинию собрания, и пали на лица свои, и явилась им слава Господня. И сказал Господь Моисею, говоря: Возьми жезл и собери общество, ты и Аарон, брат твой, и скажите в глазах их скале, и она даст воду: и так ты изведешь им воду из скалы, и напоишь общество и скот его. И взял Моисей жезл от лица Господа, как он повелел ему. И собрали Моисей и Аарон народ к скале, и сказал он им: послушайте, непокорные, разве нам из этой скалы извести для вас воду? И поднял Моисей руку и ударил скалу жезлом своим дважды, и потекло много воды, и пило общество и скот его. И сказал Господь Моисею и Аарону: за то, что вы не поверили мне чтоб явить святость мою пред очами сынов Израилевых, не введете вы народа сего в землю, которую я даю ему. Это вода Меривы, у которой вошли в распрю сыны Израилевы с Господом, и Он явил им святость Свою. |

Автор Жреческого кодекса следует рассказу Элохиста, но переписывает его, переделав в соответствии со своим характерным языком (общество, слава Господа, пали на лица, скиния собрания — выражения, характерные только для Жреческого кодекса) и добавляет некоторые важные элементы. Первый из этих элементов — Аарон, которого нет в Элохисте. Причина этого — иерусалимские жрецы-аарониды, авторы Жреческого кодекса, считали себя потомками Аарона и вставляли своего великого предка рядом с Моисеем во главе народа. Второй элемент — вина Моисея, из-за которой он и Аарон не войдут в Землю обетованную. Вина Моисея есть в Жреческом кодексе, но отсутствует у Элохиста. Этим рассказом автор Жреческого кодекса обвиняет Моисея — предка альтернативного жреческого клана мушитов, и вместе с этим объясняет, почему невинный Аарон также не переходит Иордан.

## Критика документальной гипотезы
Не все учёные разделяют документальную гипотезу в том виде, в котором она была сформулирована Ю. Велльгаузеном.
У. Кассуто критиковал саму идею разделения текста, исходя из таких критериев, как противоречия, повторения, разные имена Бога или разрывы в повествовании. Повторения, например, он относил к специфике жанра, подобной параллелизму в древнесемитской поэзии.
Известный востоковед И. Ш. Шифман так подвёл итог документальной гипотезы:

Тем не менее при разработке положительной части документальной гипотезы не было получено однозначных и убедительно обоснованных результатов. <…> Сказанное выше с течением времени становится всё более очевидным и побуждает даже сторонников документальной гипотезы говорить о её кризисе и о необходимости искать новые пути. О. Эйсфельдт, один из наиболее авторитетных её приверженцев, счёл необходимым в своем «Введении в Ветхий завет» отметить, что документальная гипотеза окончательно не доказана, и предупредить читателей против чрезмерного доверия к результатам, полученным при её разработке. Нет ничего удивительного в том, что в исследовательской литературе были выдвинуты теории, полностью или частично отвергавшие документальную гипотезу.

П. Фольц и В. Рудольф при исследовании Элохиста обнаружили, что этот источник не поддается чёткой идентификации по критериям документальной гипотезы.
Д. Ван Сетерс предлагает иной способ литературной критики Пятикнижия — поиски элементов древней устной традиции, сравнение их друг с другом и соединение в случае совпадения по языку.
Ф. М. Кросс считал, что Яхвист и Элохист — это прозаический вариант цельного поэтического эпоса, части которого сохранились в тексте, например, песнь Мириам, а Жреческий кодекс никогда не существовал в виде отдельного источника, но является редакцией древнего эпоса, произведенной в период Второго Храма.